# Jim Bray
Jim Bray (Upland, Califórnia, 23 de Fevereiro de 1961) é um patinador artístico sobre rodas americano. Bray ganhou diversos prêmios como patinador solo e também em dupla. Aos 18 anos participou do filme Roller Boogie no qual foi protagonista ao lado da atriz e cantora Linda Blair. Devido a sua popularidade no filme, Jim foi capa das principais revistas adolescentes da época, nos Estados Unidos.
| Ano  | Evento                               | Colocação | Parceiro/a    |
| ---- | ------------------------------------ | --------- | ------------- |
| 1969 | Juvenile B Boys Singles              | 2         | -             |
| 1970 | Juvenile Pairs                       | 4         | Robin Miller  |
| 1971 | Juvenile Boys Singles                | 8         | -             |
| 1971 | Juvenile Pairs                       | 1         | Robin Miller  |
| 1972 | Elementary Boys Figures              | 8         | -             |
| 1972 | Elementary Boys Singles              | 1         | -             |
| 1972 | Elementary Pairs                     | 1         | Robin Miller  |
| 1973 | Elementary Boys Figures              | 11        | -             |
| 1973 | Elementary Boys Singles              | 1         | -             |
| 1973 | Elementary Pairs                     | 2         | Robin Miller  |
| 1974 | Freshman Boys Figures                | 16        | -             |
| 1974 | Freshman Boys Singles                | 1         | -             |
| 1974 | Freshman Pairs                       | 9         | Melinda McCoy |
| 1974 | International Freshman Men's Figures | 12        | -             |
| 1975 | Junior Men's Singles                 | 1         | -             |
| 1977 | Senior Men's Singles                 | 2         | -             |
| 1978 | Senior Men's Singles                 | 3         | -             |